# Uchacq-et-Parentis
Uchacq-et-Parentis là một xã, thuộc tỉnh Landes trong vùng Nouvelle-Aquitaine. Xã này có diện tích 38,58 km², dân số năm 2006 là 568 người. Xã này nằm ở khu vực có độ cao trung bình 45 mét trên mực nước biển.

## Biến động dân số
| Năm | 1962 | 1968 | 1975 | 1982 | 1990 | 1999 | 2006 |
| --- | ---- | ---- | ---- | ---- | ---- | ---- | ---- |
| Dân số | 276  | 360  | 356  | 365  | 403  | 495  | 568  |
| From the year 1962 on: No double counting—residents of multiple communes (e.g. students and military personnel) are counted only once. |      |      |      |      |      |      |      |